# Großer Preis von Frankreich 1972
Der Große Preis von Frankreich 1972 (offiziell LVIII Grand Prix de France) fand am 2. Juli auf dem Circuit de Charade in der Nähe von Clermont-Ferrand statt und war das sechste Rennen der Automobil-Weltmeisterschaft 1972.

## Berichte

### Hintergrund
Da der Große Preis der Niederlande wegen Bauarbeiten an der Rennstrecke in Zandvoort in diesem Jahr abgesagt worden war, lag eine Pause von rund einem Monat zwischen dem fünften Lauf in Belgien und dem Frankreich-GP.
Während dieser Unterbrechung hatte ein nicht zur Weltmeisterschaft zählendes Formel-1-Rennen auf dem Autodromo Vallelunga in der Nähe von Rom stattgefunden, bei dem Emerson Fittipaldi siegreich war. Es handelte sich allerdings um ein kurioses Rennen, da nur sieben Fahrzeuge daran teilnahmen. Sogar das italienische Traditionsteam Ferrari war der Veranstaltung auf heimischem Boden ferngeblieben.
Für den nun folgenden Großen Preis von Frankreich wurde hingegen ein aus 29 Piloten bestehendes Fahrerfeld gemeldet. Tyrrell stellte neben François Cevert und dem wieder genesenen Jackie Stewart einen dritten Werkswagen für Formel-1-Neuling Patrick Depailler bereit.
Die beiden US-Amerikaner Mario Andretti und Peter Revson waren bereits zum zweiten Mal in dieser Saison wegen einer gleichzeitig in ihrem Heimatland stattfindenden Rennveranstaltung nicht anwesend. Brian Redman übernahm daraufhin erneut die Vertretung für Revson bei McLaren. Da sich Clay Regazzoni beim Fußballspielen den Arm gebrochen hatte, wurde für dieses Rennen Nanni Galli als zweiter Ferrari-Pilot verpflichtet. Dessen Platz bei Tecno nahm Derek Bell ein.
Jean-Pierre Beltoise bestritt seinen 50. Grand Prix.

### Training
Chris Amon fuhr mit der neuesten Entwicklungsstufe des Matra MS120 die schnellste Trainingszeit. Neben ihm qualifizierte sich Denis Hulme für die erste Startreihe. Dahinter standen Stewart und Ickx in der zweiten Reihe. Für Überraschungen sorgten Tim Schenken und Helmut Marko mit den Startplätzen fünf und sechs.
Nanni Galli gelang es nicht, die Chance zu nutzen, sich in einem Ferrari zu profilieren. Er erreichte nur den 19. Startplatz. Beltoise, der in Monaco den letzten Grand-Prix-Sieg für BRM errungen hatte, hat nach einem Defekt an seinem Fahrzeug den Wagen seines Teamkollegen Howden Ganley übernommen. Daraufhin wurden seine Trainingszeiten annulliert und er musste mit dem letzten Startplatz vorlieb nehmen während Ganley auf seine Teilnahme verzichten musste. Auch Peter Gethin, Henri Pescarolo und Derek Bell beschädigten ihre Fahrzeuge während des Trainings und konnten dadurch nicht am Rennen teilnehmen.
Tyrrell hatte den neuen Typ 005 mit an die Rennstrecke gebracht. Er sollte von Cevert erstmals in einem Grand-Prix-Rennen gesteuert werden, doch der Franzose beschädigte ihn im Training und musste daraufhin in den herkömmlichen 002 wechseln.
Dave Charlton verfehlte mit einem privat eingesetzten Lotus 72 die Qualifikation.

### Rennen
Amon ging von der Pole-Position in Führung, gefolgt von Hulme, Stewart, Ickx und Marko. In der neunten Runde fuhr Peterson vor Marko auf Rang fünf. Als er kurz neben den Asphalt auf das nur unzureichend befestigte Bankett geriet, wurde von seinem Hinterrad ein Stein hochgeschleudert, der Markos Helmvisier durchschlug und sein linkes Auge irreparabel verletzte. Dieser Vorfall bedeutete das abrupte Ende von Markos Rennfahrerkarriere.
Ronnie Peterson, der kurz zuvor Mike Hailwood überholt hatte, befand sich nun auf Rang sechs. In Runde 17 gelang es Stewart, den zweiten Platz von Hulme übernehmen. Als der Führende Amon wegen eines Plattfußes, der ebenfalls durch die zahlreichen Steine im Bereich des schlecht befestigten Streckenrandes hervorgerufen wurde, an die Box musste, gelangte Stewart kampflos an die Spitze und verteidigte diesen Platz bis ins Ziel. Auch Hulme und Ickx mussten im weiteren Verlauf des Rennens jeweils wegen Reifenschäden an die Box, sodass der zweite Platz an Emerson Fittipaldi ging. In der Schlussphase konnte sich Amon noch an Cevert und Peterson vorbei auf den dritten Rang zurückkämpfen.
Man erkannte, dass der Kurs nicht mehr den gewachsenen Ansprüchen an eine Grand-Prix-Rennstrecke gerecht wurde und kehrte in den Folgejahren nicht mehr dorthin zurück.

## Meldeliste
| Team                            | Nr. | Fahrer               | Chassis          | Motor                    | Reifen |
| ------------------------------- | --- | -------------------- | ---------------- | ------------------------ | ------ |
| John Player Team Lotus          | 01  | Emerson Fittipaldi   | Lotus 72D        | Ford Cosworth DFV 3.0 V8 | F      |
| John Player Team Lotus          | 06  | Dave Walker          | Lotus 72D        | Ford Cosworth DFV 3.0 V8 | F      |
| Yardley Team McLaren            | 02  | Denis Hulme          | McLaren M19C     | Ford Cosworth DFV 3.0 V8 | G      |
| Yardley Team McLaren            | 02T | Denis Hulme          | McLaren M19A     | Ford Cosworth DFV 3.0 V8 | G      |
| Yardley Team McLaren            | 11  | Brian Redman         | McLaren M19A     | Ford Cosworth DFV 3.0 V8 | G      |
| Scuderia Ferrari SpA SEFAC      | 03  | Jacky Ickx           | Ferrari 312B2    | Ferrari 001/1 3.0 F12    | F      |
| Scuderia Ferrari SpA SEFAC      | 30  | Nanni Galli          | Ferrari 312B2    | Ferrari 001/1 3.0 F12    | F      |
| Elf Team Tyrrell                | 04  | Jackie Stewart       | Tyrrell 003      | Ford Cosworth DFV 3.0 V8 | G      |
| Elf Team Tyrrell                | 07  | François Cevert      | Tyrrell 002      | Ford Cosworth DFV 3.0 V8 | G      |
| Elf Team Tyrrell                | 07T | François Cevert      | Tyrrell 005      | Ford Cosworth DFV 3.0 V8 | G      |
| Elf Team Tyrrell                | 08  | Patrick Depailler    | Tyrrell 004      | Ford Cosworth DFV 3.0 V8 | G      |
| Marlboro B.R.M.                 | 05T | Jean-Pierre Beltoise | BRM P160C        | BRM P142 3.0 V12         | F      |
| Marlboro B.R.M.                 | 05  | Jean-Pierre Beltoise | BRM P160B        | BRM P142 3.0 V12         | F      |
| Marlboro B.R.M.                 | 22  | Peter Gethin         | BRM P160B        | BRM P142 3.0 V12         | F      |
| Marlboro B.R.M.                 | 23  | Howden Ganley        | BRM P160B        | BRM P142 3.0 V12         | F      |
| Marlboro B.R.M.                 | 24  | Reine Wisell         | BRM P160B        | BRM P142 3.0 V12         | F      |
| Austria Marlboro B.R.M.         | 25  | Helmut Marko         | BRM P160B        | BRM P142 3.0 V12         | F      |
| Equipe Matra Sports             | 09  | Chris Amon           | Matra MS120D     | Matra MS72 3.0 V12       | G      |
| Team Eifelland Caravans         | 10  | Rolf Stommelen       | Eifelland Typ 21 | Ford Cosworth DFV 3.0 V8 | G      |
| STP March Racing Team           | 12  | Ronnie Peterson      | March 721G       | Ford Cosworth DFV 3.0 V8 | G      |
| STP March Racing Team           | 14  | Niki Lauda           | March 721G       | Ford Cosworth DFV 3.0 V8 | G      |
| Clarke-Mordaunt-Guthrie Racing  | 15  | Mike Beuttler        | March 721G       | Ford Cosworth DFV 3.0 V8 | F      |
| Team Williams Motul             | 16  | Henri Pescarolo      | March 721        | Ford Cosworth DFV 3.0 V8 | G      |
| Team Williams Motul             | 17  | Carlos Pace          | March 711        | Ford Cosworth DFV 3.0 V8 | G      |
| Motor Racing Developments       | 18  | Graham Hill          | Brabham BT37     | Ford Cosworth DFV 3.0 V8 | G      |
| Motor Racing Developments       | 20  | Carlos Reutemann     | Brabham BT37     | Ford Cosworth DFV 3.0 V8 | G      |
| Motor Racing Developments       | 19  | Wilson Fittipaldi    | Brabham BT34     | Ford Cosworth DFV 3.0 V8 | G      |
| Martini Racing Team             | 21  | Derek Bell           | Tecno PA123/3    | Tecno Series-P 3.0 F12   | F      |
| Brooke Bond Oxo Team Surtees    | 26  | Mike Hailwood        | Surtees TS9B     | Ford Cosworth DFV 3.0 V8 | F      |
| Brooke Bond Oxo Team Surtees    | 27  | Tim Schenken         | Surtees TS9B     | Ford Cosworth DFV 3.0 V8 | F      |
| Ceramica Pagnossin Team Surtees | 28  | Andrea de Adamich    | Surtees TS9B     | Ford Cosworth DFV 3.0 V8 | F      |
| Scribante Lucky Strike Racing   | 29  | Dave Charlton        | Lotus 72D        | Ford Cosworth DFV 3.0 V8 | F      |

Anmerkungen
1. ↑  Der McLaren M19A mit der Startnummer 2T stand Hulme als T-Car zur Verfügung, kam jedoch nicht zum Einsatz.
2. ↑  Cevert beschädigte den Tyrrell 005 mit der Startnummer 7T im Training und benutzte fortan den Tyrrell 002 mit der Startnummer 7.
3. ↑  Der BRM P160C mit der Startnummer 5T stand Beltoise als T-Car zur Verfügung, kam jedoch nicht zum Einsatz.

## Klassifikationen

### Startaufstellung
| Pos. | Fahrer               | Konstrukteur   | Zeit       | Ø-Geschwindigkeit | Start |
| ---- | -------------------- | -------------- | ---------- | ----------------- | ----- |
| 01   | Chris Amon           | Matra          | 2:53,4     | 167,232 km/h      | 01    |
| 02   | Denis Hulme          | McLaren-Ford   | 2:54,2     | 166,464 km/h      | 02    |
| 03   | Jackie Stewart       | Tyrrell-Ford   | 2:55,0     | 165,703 km/h      | 03    |
| 04   | Jacky Ickx           | Ferrari        | 2:55,1     | 165,608 km/h      | 04    |
| 05   | Tim Schenken         | Surtees-Ford   | 2:57,2     | 163,646 km/h      | 05    |
| 06   | Helmut Marko         | B.R.M.         | 2:57,3     | 163,553 km/h      | 06    |
| 07   | François Cevert      | Tyrrell-Ford   | 2:58,1     | 162,819 km/h      | 07    |
| 08   | Emerson Fittipaldi   | Lotus-Ford     | 2:58,1     | 162,819 km/h      | 08    |
| 09   | Ronnie Peterson      | March-Ford     | 2:58,2     | 162,727 km/h      | 09    |
| 10   | Mike Hailwood        | Surtees-Ford   | 2:58,3     | 162,636 km/h      | 10    |
| 11   | Carlos Pace          | March-Ford     | 2:58,6     | 162,363 km/h      | 11    |
| 12   | Henri Pescarolo      | March-Ford     | 2:59,0     | 162,000 km/h      | DNS   |
| 13   | Andrea de Adamich    | Surtees-Ford   | 2:59,1     | 161,910 km/h      | 12    |
| 14   | Brian Redman         | McLaren-Ford   | 2:59,4     | 161,639 km/h      | 13    |
| 15   | Wilson Fittipaldi    | Brabham-Ford   | 2:59,5     | 161,549 km/h      | 14    |
| 16   | Rolf Stommelen       | Eifelland-Ford | 2:59,6     | 161,459 km/h      | 15    |
| 17   | Patrick Depailler    | Tyrrell-Ford   | 2:59,6     | 161,459 km/h      | 16    |
| 18   | Carlos Reutemann     | Brabham-Ford   | 3:00,7     | 160,476 km/h      | 17    |
| 19   | Reine Wisell         | B.R.M.         | 3:00,7     | 160,476 km/h      | 18    |
| 20   | Nanni Galli          | Ferrari        | 3:00,7     | 160,476 km/h      | 19    |
| 21   | Howden Ganley        | B.R.M.         | 3:02,0     | 159,330 km/h      | DNS   |
| 22   | Peter Gethin         | B.R.M.         | 3:02,8     | 158,632 km/h      | DNS   |
| 23   | Graham Hill          | Brabham-Ford   | 3:03,0     | 158,459 km/h      | 20    |
| 24   | Niki Lauda           | March-Ford     | 3:03,1     | 158,372 km/h      | 21    |
| 25   | Dave Walker          | Lotus-Ford     | 3:04,7     | 157,001 km/h      | 22    |
| 26   | Mike Beuttler        | March-Ford     | 3:05,9     | 155,987 km/h      | 23    |
| 27   | Derek Bell           | Tecno          | 3:06,9     | 155,152 km/h      | DNS   |
| –    | Jean-Pierre Beltoise | B.R.M.         | keine Zeit | –                 | 24    |
| DNQ  | Dave Charlton        | Lotus-Ford     | 3:11,6     | 151,347 km/h      | –     |

### Rennen
| Pos. | Fahrer               | Konstrukteur   | Runden | Stopps | Zeit       | Start | Schnellste Runde |
| ---- | -------------------- | -------------- | ------ | ------ | ---------- | ----- | ---------------- |
| 01   | Jackie Stewart       | Tyrrell-Ford   | 38     | 0      | 1:52:22,5  | 03    | 2:55,8           |
| 02   | Emerson Fittipaldi   | Lotus-Ford     | 38     | 0      | + 27,7     | 08    | 2:55,7           |
| 03   | Chris Amon           | Matra          | 38     | 1      | + 31,9     | 01    | 2:53,9 (32.)     |
| 04   | François Cevert      | Tyrrell-Ford   | 38     | 0      | + 49,3     | 07    | 2:56,0           |
| 05   | Ronnie Peterson      | March-Ford     | 38     | 0      | + 56,8     | 09    | 2:55,9           |
| 06   | Mike Hailwood        | Surtees-Ford   | 38     | 0      | + 1:36,1   | 10    | 2:57,4           |
| 07   | Denis Hulme          | McLaren-Ford   | 38     | 1      | + 1:48,1   | 02    | 2:54,4           |
| 08   | Wilson Fittipaldi    | Brabham-Ford   | 38     | 0      | + 2:25,2   | 14    | 2:58,9           |
| 09   | Brian Redman         | McLaren-Ford   | 38     | 0      | + 2:55,5   | 13    | 2:56,8           |
| 10   | Graham Hill          | Brabham-Ford   | 38     | 0      | + 2:59,5   | 20    | 2:59,5           |
| 11   | Jacky Ickx           | Ferrari        | 37     | 1      | + 1 Runde  | 04    | 2:54,4           |
| 12   | Carlos Reutemann     | Brabham-Ford   | 37     | 0      | + 1 Runde  | 17    | 2:58,6           |
| 13   | Nanni Galli          | Ferrari        | 37     | 0      | + 1 Runde  | 19    | 2:59,0           |
| 14   | Andrea de Adamich    | Surtees-Ford   | 37     | 0      | + 1 Runde  | 12    | 2:59,9           |
| 15   | Jean-Pierre Beltoise | B.R.M.         | 37     | 0      | + 1 Runde  | 24    | 3:01,1           |
| 16   | Rolf Stommelen       | Eifelland-Ford | 37     | 0      | + 1 Runde  | 15    | 2:59,1           |
| 17   | Tim Schenken         | Surtees-Ford   | 36     | 0      | + 2 Runden | 05    | 2:59,3           |
| 18   | Dave Walker          | Lotus-Ford     | 34     | 0      | DNF        | 22    | 2:59,5           |
| 19   | Mike Beuttler        | March-Ford     | 33     | 0      | DNF        | 23    | 3:05,5           |
| –    | Patrick Depailler    | Tyrrell-Ford   | 33     | 0      | NC         | 16    | 2:57,2           |
| –    | Reine Wisell         | B.R.M.         | 25     | 0      | DNF        | 18    | 3:00,5           |
| –    | Carlos Pace          | March-Ford     | 18     | 0      | DNF        | 11    | 2:58,6           |
| –    | Helmut Marko         | B.R.M.         | 8      | 0      | DNF        | 06    | 2:59,6           |
| –    | Niki Lauda           | March-Ford     | 4      | 0      | DNF        | 21    | 3:23,0           |

## WM-Stände nach dem Rennen
Die ersten sechs des Rennens bekamen 9, 6, 4, 3, 2 bzw. 1 Punkt(e). In der Konstrukteurswertung zählten dabei nur die Punkte des bestplatzierten Fahrers eines Teams.

### Fahrerwertung
| Pos. | Fahrer               | Konstrukteur | Punkte |
| ---- | -------------------- | ------------ | ------ |
| 01   | Emerson Fittipaldi   | Lotus-Ford   | 34     |
| 02   | Jackie Stewart       | Tyrrell-Ford | 21     |
| 03   | Denis Hulme          | McLaren-Ford | 19     |
| 04   | Jacky Ickx           | Ferrari      | 16     |
| 05   | Jean-Pierre Beltoise | B.R.M.       | 9      |
| 06   | François Cevert      | Tyrrell-Ford | 9      |
| 07   | Clay Regazzoni       | Ferrari      | 7      |
| 08   | Chris Amon           | Matra        | 6      |
| 09   | Peter Revson         | McLaren-Ford | 6      |
| 10   | Mike Hailwood        | Surtees-Ford | 4      |
| 11   | Andrea de Adamich    | Surtees-Ford | 3      |
| 12   | Mario Andretti       | Ferrari      | 3      |
| 13   | Ronnie Peterson      | March-Ford   | 5      |
| 14   | Carlos Pace          | March-Ford   | 3      |
| 15   | Tim Schenken         | Surtees-Ford | 2      |
| 16   | Brian Redman         | McLaren-Ford | 2      |
| 17   | Graham Hill          | Brabham-Ford | 1      |

| Pos. | Fahrer            | Konstrukteur    | Punkte |
| ---- | ----------------- | --------------- | ------ |
| 18   | Carlos Reutemann  | Brabham-Ford    | 0      |
| 19   | Wilson Fittipaldi | Brabham-Ford    | 0      |
| 20   | Niki Lauda        | March-Ford      | 0      |
| 21   | Howden Ganley     | B.R.M.          | 0      |
| 22   | Helmut Marko      | B.R.M.          | 0      |
| 23   | Henri Pescarolo   | March-Ford      | 0      |
| 24   | Dave Walker       | Lotus-Ford      | 0      |
| 25   | Rolf Stommelen    | Eiffelland-Ford | 0      |
| 26   | Mike Beuttler     | March-Ford      | 0      |
| 27   | John Love         | Surtees-Ford    | 0      |
| 28   | Nanni Galli       | Ferrari / Tecno | 0      |
| –    | Reine Wisell      | B.R.M.          | 0      |
| –    | Peter Gethin      | B.R.M.          | 0      |
| –    | Àlex Soler-Roig   | B.R.M.          | 0      |
| –    | Dave Charlton     | Lotus-Ford      | 0      |
| –    | Patrick Depailler | Tyrrell-Ford    | 0      |

### Konstrukteurswertung
| Pos. | Konstrukteur | Punkte |
| ---- | ------------ | ------ |
| 01   | Lotus-Ford   | 34     |
| 02   | Tyrrell-Ford | 27     |
| 03   | McLaren-Ford | 23     |
| 04   | Ferrari      | 19     |
| 05   | B.R.M.       | 9      |
| 06   | Surtees-Ford | 9      |

| Pos. | Konstrukteur   | Punkte |
| ---- | -------------- | ------ |
| 07   | March-Ford     | 8      |
| 08   | Matra          | 6      |
| 09   | Brabham-Ford   | 1      |
| 10   | Eifelland-Ford | 0      |
| –    | Tecno          | 0      |